# Amenemhat III
Amenemhat (III) (Hor Abau) (... – 1801 a.C.) è stato un faraone appartenente XII dinastia egizia.

## Biografia

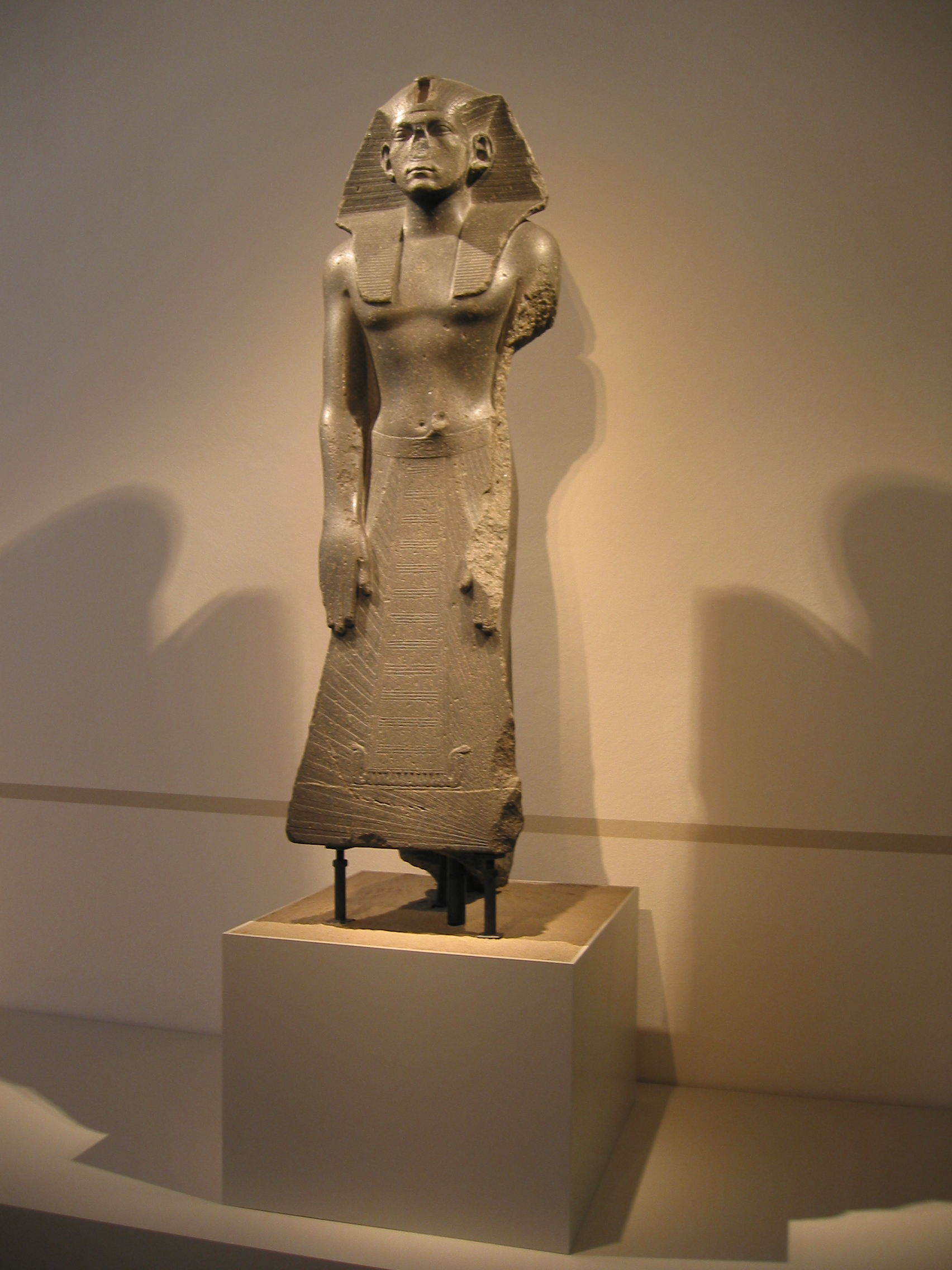
Statua di Amenemhat.Museo Egizio, Berlino

Figlio di Sesostri (III), per cui sono documentati 3 anni di coreggenza con il padre.
Sulla durata del suo regno le fonti storiche sono discordanti: Manetone gli attribuisce 18 anni di regno mentre il Canone Reale ne attesta almeno 40. La data più alta confermata da ritrovamenti archeologici è il 45º anno di regno.
Il regno di Amenemhat (III) può essere considerato il momento di massimo splendore e potenza del Regno Medio. Per l'Egitto fu un periodo di pace caratterizzato da un notevole sviluppo del commercio anche con l'estero (sicuramente con le città di Biblo e Ugarit, mentre sono supposti ma non comprovati i contatti con Creta).
Una grande quantità di informazioni su questo periodo vengono dalle iscrizioni rinvenute nelle varie località ove si trovavano cave di pietra, confermando così la notevole attività edilizia del sovrano.

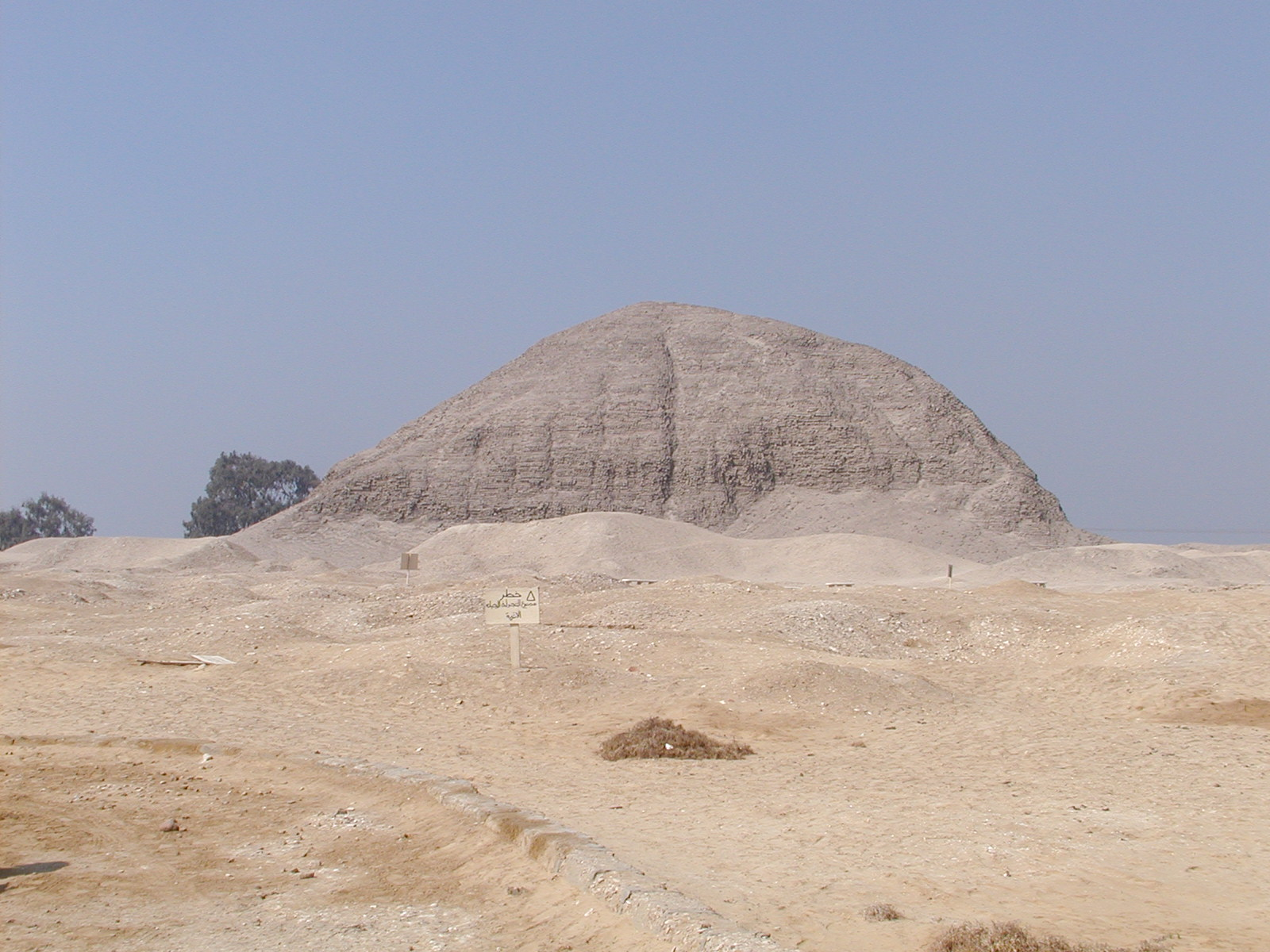
Rovine della piramide di Amenemhat (III) nel Fayyum

Impresa di grande rilevanza attribuita ad Amenemhat III fu la bonifica del Fayyum e l'utilizzo del lago Meri o Meride (in antico greco Μοίρις, latinizzato Moeris; attuale lago Qarun) come bacino di controllo delle acque del Nilo. Anche se preceduto in tali opere da altri sovrani della XII dinastia la vastità, e l'importanza, dell'opera di Amenemhat fu tale che ancora in epoca romana il sovrano aveva un culto proprio nel Fayyum.
Infatti, durante il suo lungo regno, Amenemhat continuò il lavoro, probabilmente iniziato da un suo predecessore, per collegare la depressione del Fayyum con il Nilo. In precedenza, la regione era una semplice palude. Fu scavato un canale lungo 16 km e largo 1,5 km, noto come il Grande Canale, oggi conosciuto come Bahr Yussef (Canale di Giuseppe). Le sponde del tratto centrale profondo avevano una pendenza di 1:10, per consentire l'ulteriore utilizzo di terre. Una diga chiamata Ha-Uar correva da est a ovest e il canale era inclinato verso la depressione del Fayoum con una pendenza di 0,01 gradi. Il lago Meri che ne risulta potrebbe immagazzinare tredici miliardi di metri cubi di acqua alluvionale ogni anno. Questa immensa opera di ingegneria civile fu finalmente completata da suo figlio Amenemhat IV e portò prosperità a Fayoum. La regione divenne un granaio per il paese e continuò ad essere utilizzata fino al 230 a.C., quando il ramo Lahoun del Nilo si interruppe.
I monumenti di Amenemhat III sono piuttosto numerosi e di ottima fattura architettonica. Essi comprendono, tra gli altri, un piccolo tempio ben decorato a Médinet Mâdi nel Fayoum, che lui e suo padre dedicarono alla dea del raccolto Rénénoutet, la costruzione di un palazzo a Bubastis, l'erezione di sedici colonne papiriformi in quarzite rosa a Kiman Farès e una base navale a Karnak.
Sembra probabile che pur mantenendo la capitale a Ity Tawy (el-Lisht), Amenemhat abbia trasferito la residenza, ossia il suo palazzo, e sede del governo effettivo, a Shedet.
Non sono noti i motivi per cui a questo sovrano sembrano appartenere due piramidi, una a Dahshur e l'altra a Hawara. Nei pressi della seconda sorgeva anche un complesso edificio, di cui rimangono scarsissime tracce, di cui Manetone dice: ... egli costruì il Labirinto nel nomo di Crocodilopoli, come tomba per sé.
Mogli di Amenemhat (III) furono Khnemet-nefer-hedjet Aat e Khnemet-nefer-hedjet Hetepti.

## Liste reali
| N5 · n | U5 | D36 · t |

| N5 · n | U5 | D36 · t |

| N5 · n | U5 | D36 · t |

| N5 · n | U5 | D36 · t |

| N5 · n | U5 | D36 · t |

| N5 · n | U5 | D36 · t |

| N5 · n | U5 | D36 · t |

| N5 · n | U5 | D36 · t |

| N5 | C10 | N35 |

| N5 | C10 | N35 |

| N5 | C10 | N35 |

| N5 | C10 | N35 |

| N5 | C10 | N35 |

| N5 | C10 | N35 |

| N5 | C10 | N35 |

| N5 | C10 | N35 |

| HASH |

| HASH |

| HASH |

| HASH |

| HASH |

| HASH |

| HASH |

| HASH |

## Titolatura
| G5 |

| G5 |

| O29 · D36 | G30 |

| O29 · D36 | G30 |

| O29 · D36 | G30 |

| O29 · D36 | G30 |

| O29 · D36 | G30 |

| O29 · D36 | G30 |

| O29 · D36 | G30 |

| O29 · D36 | G30 |

| G16 |

| G16 |

| V15 · t | E9 · D36 | F44 · t | N16 · N16 |

| V15 · t | E9 · D36 | F44 · t | N16 · N16 |

| V15 · t | E9 · D36 | t · Z2 | N31 |

| V15 · t | E9 · D36 | t · Z2 | N31 |

| G8 |

| G8 |

| G5 · S12 | V29 | S34 |

| G5 · S12 | V29 | S34 |

| M23 · X1 | L2 · X1 |

| M23 · X1 | L2 · X1 |

| N5 · n | U5 · t | t · H8 |

| N5 · n | U5 · t | t · H8 |

| N5 · n | U5 · t | t · H8 |

| N5 · n | U5 · t | t · H8 |

| N5 · n | U5 · t | t · H8 |

| N5 · n | U5 · t | t · H8 |

| N5 · n | U5 · t | t · H8 |

| N5 · n | U5 · t | t · H8 |

| G39 | N5 |

| G39 | N5 |

| M17 | Y5 · N35 | G17 | F4 · t |

| M17 | Y5 · N35 | G17 | F4 · t |

| M17 | Y5 · N35 | G17 | F4 · t |

| M17 | Y5 · N35 | G17 | F4 · t |

| M17 | Y5 · N35 | G17 | F4 · t |

| M17 | Y5 · N35 | G17 | F4 · t |

| M17 | Y5 · N35 | G17 | F4 · t |

| M17 | Y5 · N35 | G17 | F4 · t |

## Altre datazioni
| Autore        | Anni di regno            |
| ------------- | ------------------------ |
| Malek         | 1859 a.C. - 1814 a.C.    |
| Grimal        | 1842 a.C. - 1797 a.C.    |
| von Beckerath | 1853 a.C. - 1806/05 a.C. |